# Teresa Gonçalves de Sousa
Teresa Gonçalves de Sousa (c.1140-depois de 1162), foi uma rica-dona portuguesa, e senhora de várias honras. Teresa, a sua irmã e o seu pai vieram a ser os primeiros membros da Casa de Sousa a aceder, por Dórdia Viegas, a bens intimamente ligados à Casa de Riba Douro. Foi também a importante transmissora da Honra de Soverosa,  toponímia que veio a tornar-se no apelido dos seus descendentes.

## Primeiros anos
Teresa era filha do magnate Gonçalo Mendes de Sousa e da sua segunda esposa, Dórdia Viegas de Ribadouro. Nascida antes de 1150, dado que nesse ano a sua mãe já era provavelmente falecida, terá ficado órfã de mãe muito cedo.

## Casamento e gestão fundiária
Teresa surge pela primeira vez na documentação em 1162, data da venda da sua parte do couto de Argeriz que herdara da sua mãe. da sua existência foi uma venda que fez ao Mosteiro de Salzedas da parte que de sua mãe herdara no couto de Argeriz, em 1162, a instâncias da sua avó, Teresa Afonso (viúva de Egas Moniz).
Detinha por herança várias propriedades, centradas na zona entre os rios Sousa, Tua e Douro. Destas destaca-se a posse das honras de Lalim, Várzea da Serra e Mezio (provavelmente partilhadas com a sua irmã), a maior parte das honras de Amarante e Ribelas, parte da honra de S. João de Covas e vários bens em Santa Eulália de Sousa, Mondrões e S. Miguel de Pena, que doou a instituições como a Ordem do Hospital ou o Mosteiro de Pombeiro. A importante Honra de Soverosa foi uma das principais propriedades que foram herdadas pelos seus filhos; a propriedade e também o nome, dado que o seu marido e filhos vieram a adotar Soverosa como nome de família.
Faleceu em data incerta, posterior a 1162.

## Matrimónio e descendência
Teresa desposou, em data incerta, Vasco Fernandes de Soverosa. Deste casamento resultou a seguinte descendênciaː
- Gil Vasques de Soverosa (m. c.1240), o primogénito foi um magnata proeminente na corte do rei Afonso II e foi senhor do Castelo de Sobroso em Galiza.[4] Sua filha Teresa foi amante do rei Afonso IX  com quem teve filhos.[5]
- Elvira Vasques de Soverosa casada por duas vezes, uma com Paio Soares de Valadares[6] e depois com Vasco Martins Mogudo de Sandim.[7]
- Martim Vasques I de Soverosa[8]
- Alda Vasques de Soverosa (m. 15 de fevereiro de 1235), sepultada no Mosteiro de Santo Tirso.[8]
- Urraca Vasques de Soverosa (m. 27 de maio de 1219), freira no no Mosteiro de Santo Tirso, onde se encontra sepultada